# Frano Selak
Frano Selak (14. lipnja 1929., Dubrovnik – 30. studenog 2016.) Hrvat je koji je poznat po tome što je navodno više puta izbjegao smrt. Opisuje ga se kao najsretnijeg ili najnesretnijeg čovjeka na svijetu. Uglavnom se govori o njegovim nesrećama iz kasnijeg života, a događaji iz djetinjstva slabije su poznati jer ih je i sam Selak rijetko spominjao.

## Rođenje i djetinjstvo
Kako je rekao u jednome intervjuu, kad mu je majka bila u sedmome mjesecu trudnoće, roditelji Frane Selaka odlučili su otići ribati u ribarskome čamcu njegova oca, Martina Selaka. Njegova je majka, Slavica Selak, dobila trudove dok se sa svojim mužem kretala prema otočiću Lokrumu blizu Dubrovnika. Martin Selak prerezao je pupkovinu nožem i novorođeno dijete okupao u moru.
S 11 mjeseci života imao je probleme s crijevima. Liječnici su mislili da će umrijeti, a Slavica Selak skinula mu je košuljicu i otrčala u crkvu. Tamo se za njegov život molila svetoj Maloj Tereziji, a košuljicu su blagoslovili svećenici. Kada se bila vratila u bolnicu, djetetu je obukla košuljicu, a liječnici su mu dali jaku injekciju kalcijeva bromata i Frano Selak preživio je.
S 11 godina gotovo je oslijepio, njegova se majka opet molila istoj svetici, a časne sestre stavljale su mu razne trave na oči. Ozdravio je.

## Nesreće
Kao učitelj glazbene kulture često je mijenjao gradove u kojima je radio pa je tako radio i u Modriči u Bosni i Hercegovini. Na izletu u Odžak 1957. godine dogodila se nesreća: u autobusu su ostali samo on i vozač, odlučili su popiti rakije. Na jednom je zavoju autobus nastavio ravno premda je vozač okretao volan udesno. Probili su ogradu i pali u rijeku Bosnu koja je ondje bila plitka pa se nisu utopili. Nije imao nikakvih većih ozljeda.
Sljedeće je godine putovao vlakom Sarajevo – Dubrovnik s majkom jednoga svojega prijatelja. Golema je stijena zbog nevremena pala na tračnice i vlak je iskočio i pao u hladnu rijeku Neretvu. Uspio je izvući sebe i ženu iz vagona, a iz vode su ih izvukli mještani sela Grabovca gdje se nesreća dogodila. Preminulo je 17 putnika.
Kada mu se majka teško razboljela u Rijeci 1962. godine, radio je u Daruvaru i odlučio je zrakoplovom iz Zagreba otići u posjet majci. Sjedio je pokraj vrata za izlaz u slučaju nužde u repu zrakoplova. Tamo je upoznao stjuardesu Roziku s kojom je, ustavši, razgovarao. Stjuardesa je izletjela kroz izlaz za slučaj nužde, a Frano Selak za njom. Ona je pala na stablo gdje su je spasili vojnim helikopterom, a on u plast sijena. Preživio je pad s visine od 800 metara. Nije imao prijelome ni ozbiljnije ozljede. Oni su jedini preživjeli.
Automobil mu se zapalio na autocesti 1972. godine. Uspio je izaći sa spaljenom kosom. Samo se godinu dana kasnije automobil opet zapalio i eksplodirao, ali Selak je uspio izaći prije toga.
Godine 1995. vozio se cestom prema Karlobagu kada ga je tegljač UNPROFOR-a udario. Zapravo se prikolica prepriječila na cesti i udarila u Selakov automobil koji se strovalio u ponor od 150 metara. Pao je u provaliju i eksplodirao, ali, s obzirom na to da nije bio vezan, Selak je ispao iz automobila i ostao visjeti između drveta i stijene.
U lipnju 2002. osvojio je sedam milijuna kuna na lutriji. Novac je djelomično potrošio na sebe, a dobar je dio i podijelio poznanicima.
Umro je s 87 godina.